# إيسي هوليس
إيسي هوليس (بالإنجليزية: Essie Hollis)‏ مواليد 16 مايو 1955 في إيري، هو لاعب كرة سلة أمريكي معتزل. بدأ مسيرته الاحترافية في سنة 1977. تم اختياره من قبل فريق يوتا جاز خلال الدرافت. يبلغ طوله 6 قدم 6 بوصة (2.0 م). اعتزل اللعب في 1990.

## المسيرة الاحترافية
لعب مع ديترويت بيستونز في موسم 1978–1979، ثم لعب مع نادي جرانوليريس لكرة السلة في الدوري الإسباني من سنة 1980 إلى 1982، ثم لعب مع ساسكي باسكونيا من سنة 1983 إلى 1985، ثم لعب مع نادي ليون لكرة السلة في الدوري الإسباني من سنة 1986 إلى 1988.

## روابط خارجية
- إيسي هوليس على موقع إن بي أي (الإنجليزية)
- إيسي هوليس على موقع سبورتس رفرنس (الإنجليزية)
- إيسي هوليس على موقع الدوري الإسباني لكرة السلة (الإسبانية)
- إيسي هوليس على موقع كلية كرة السلة في سبورتس رفرنس.كوم (الإنجليزية)
- إيسي هوليس على موقع ريلجم (الإنجليزية)
- إيسي هوليس على موقع بروبوليرز (الإنجليزية)
- إيسي هوليس على موقع سبورتس رفرنس (الإنجليزية)